# Setmana Santa a Viveiro
La Setmana Santa de Viveiro és una celebració catòlica que té lloc anualment a la ciutat gallega de Viveiro, a la província de Lugo. És una de les celebracions més antigues de Galícia, que se celebra de manera ininterrompuda des del segle xiii. S'hi commemora la passió, mort i resurrecció de Jesús de Natzaret a través dels diferents actes, celebracions i processons que realitzen les confraries. A més del seu caràcter religiós, la Setmana Santa vivairense és considerada també com un esdeveniment cultural, popular i d'atracció turística, i va ser declarada Festa d'Interès Turístic Internacional l'any 2013.

## Història i característiques
La Setmana Santa de Viveiro és un dels principals reclams turístics de la localitat, aconseguint que any rere any s'hi apropin milers de visitants, atrets pel caràcter únic d'aquestes celebracions. Aquesta Setmana Santa destaca pel gran valor artístic de les imatges, a més de tenir un caràcter generalment sobri i auster.
Els actes centrals de la Setmana Santa vivairense comencen el Divendres de Dolors i s'allarguen durant més d'una setmana, fins al Diumenge de Resurrecció. En ella participen un total de vuit confraries que componen la Junta de Confraries, encarregada de coordinar els diferents actes i desfilades processionals que representen la Passió de Crist.

## Processons i altres actes
Taula cronològica amb totes les processons que surten al carrer, organitzades per les diferents confraries:

| Dia                     | Matí                                                  | Tarda                                                                                                 | Nit                                                                                                  |
| ----------------------- | ----------------------------------------------------- | --- | --- |
| Divendres de Dolors     |                                                       | - Processó de la Verge dels Dolors                                                                    | |
| Dissabte de Passió      |                                                       | - Pregó de la Setmana Santa                                                                           | |
| Diumenge de Rams        | - Processó de l'Entrada Triomfal de Jesús a Jerusalem | Processó de l'Ecce Homo dels Francesos                                                                | |
| Dilluns Sant            |                                                       | - Tamborrada                                                                                          | |
| Dimarts Sant            |                                                       | | - Via Crucis Processional de dones                                                                   |
| Dimecres Sant           |                                                       | | - Via Crucis Processional d'homes                                                                    |
| Dijous Sant             |                                                       | - Celebració de l'Eucaristia del Sopar del Senyor - Processó del Sant Sopar                           | - Sermó de les Negacions de Sant Pere - Procesión de la Presa - Processó Penitencial de la Redempció |
| Divendres Sant          | - Processó de la Trobada - Sermó de les Set Paraules  | - Acció Litúrgica de la Mort del Senyor - Baixada de Jesús de la Creu - Processó del Sant Enterrament | - Processó de la Passió - Processó de la Soledat                                                     |
| Dissabte Sant           |                                                       | - Processó de l'Esperança de la Resurrecció                                                           | Solemne Litúrgia de la Vigília Pascual                                                               |
| Diumenge de Resurrecció | - Processó de la Trobada de Resurrecció               | Processó del Via Lucis                                                                                | |